# Kuma (Japan)
Der Kuma (jap. 球磨川, -gawa) ist ein Fluss in der Präfektur Kumamoto auf der Insel Kyūshū in Japan.

## Beschreibung
Der Kuma ist 115 km lang und hat ein Einzugsgebiet  von 1880 km². Sein mittlerer Abfluss an der Mündung beträgt 103,98 m³/s.
Er ist zusammen mit dem Mogami und dem Fuji einer der drei schnellsten Flüsse Japans.
Der Kuma ist ein beliebter Besichtigungsort für Touristen, jährlich machen ca. 70.000 Leute eine Fahrt auf dem Fluss. Im Kuma wird auch gefischt (hauptsächlich im Juni), und er wird für die Bewässerung von nahegelegenen Reisfeldern genutzt. Er fließt bei Yatsushiro in die Yatsushiro-See.